# Ереминская (Вологодская область)
Ереминская — деревня в Вожегодском районе Вологодской области.
Входит в состав Нижнеслободского сельского поселения, с точки зрения административно-территориального деления — в Нижнеслободский сельсовет.
Расстояние по автодороге до районного центра Вожеги — 58 км, до центра муниципального образования Деревеньки — 9 км. Ближайшие населённые пункты — Барановская, Тимошинская, Исаковская.
По переписи 2002 года население — 34 человека (15 мужчин, 19 женщин). Всё население — русские.